# Черизано
Чериза̀но (на италиански: Cerisano) е малко градче и община в Южна Италия, провинция Козенца, регион Калабрия. Разположено е на 650 m надморска височина. Населението на общината е 3284 души (към 2012 г.).